# Оппиан
Оппиа́н (др.-греч. Ὀππιανός) — греческий поэт, автор дидактических поэм, написанных гекзаметром. Авторство поэм «О рыбной ловле» (или «Галиевтика», Ἁλιευτικά) и «О псовой охоте» (или «Кинегетика», Κυνηγετικά) ранее приписывалось одному поэту. В настоящее время считается, что они написаны двумя разными людьми, однако оба произведения обычно издаются вместе и исследуются в сравнении друг с другом. Поэма «О ловле птиц» (или «Иксевтика», Ἰξευτικά), ранее приписывавшаяся Оппиану, не сохранилась.

## Оппиан из Аназарба
Греческий поэт, родом из киликийского города Корика (Аназарб), творивший во времена правления Марка Аврелия. В анонимной биографии Оппиана говорится, что его отец попал в немилость к Луцию Веру, соправителю Марка Аврелия, тем, что не выказал ему должного уважения во время посещения Луцием Корики, и был сослан на Мальту. Оппиан, сопровождавший своего отца в ссылке, вернулся обратно после смерти Вера в 169 году и отправился в Рим, где преподнёс Марку Аврелию свои стихи, которые настолько понравились правителю, что он дал Оппиану по золотому за каждую строку, взял его под своё покровительство и даровал прощение отцу. Впоследствии Оппиан вернулся в свой родной город, где вскоре и умер от чумы в возрасте 30 лет. Современники поэта воздвигли статую в его честь. В надписи на статуе, сохранившейся до нашего времени, оплакивается его преждевременная кончина и восхваляется его столь рано проявившаяся гениальность. Поэма Оппиана «О рыбной ловле», состоящая примерно из 3500 строк и посвящённая Марку Аврелию и его сыну Коммоду, сохранилась до нашего времени.

## Оппиан из Апамеи
Поэт из сирийского города Апамея. Сохранилась его поэма «О псовой охоте» («Кинегетика»), посвящённая императору Каракалле, написанная после 211 года. Она состоит примерно из 2150 строк и разделена на 4 книги, последняя из которых, по всей вероятности, не завершена. Очевидно, автору была известна поэма «О рыбной ловле» и, вероятно, он задумывал свою поэму как продолжение. Подобно своему тёзке, он хорошо знал предмет, о котором писал и был тонким наблюдателем природы; однако уступал ему в плане стиля и качества стихов. Его гекзаметры также дальше отстоят от канонических. Сомнительно, что практически в одно время существовали два поэта-тёзки, писавшие на схожие темы; возможно, имя автора поэмы «О псовой охоте» было не Оппиан, но его спутали с предшественником. В любом случае, считается доказанным, что это были два разных человека.

## Автор Иксевтики
Третья поэма, «О ловле птиц» («Иксевтика»), ранее приписывавшаяся Оппиану, утеряна. Сохранилось её прозаическое переложение на греческом языке, выполненное неким Евтекнием. Её автор, вероятно, Дионисий, которому Суда приписывает «Трактат о камнях» (Λιθικά).

## Тексты и переводы
Издания:
- Editio princeps с латинским переводом Лоренцо Липпи. Aldus Manutius, Венеция, 1517;
- Oppiani de Venatione libri IV., Parisiis apud Vascosanum, 1549;
- Oppiani Anazerbei de Piscatu Libri V., de Venatione libri IV, Parisiis, 1555, apud Turnebum;
- Oppiani Poetae Cilicis de Venatione lib. IV., de Piscatu lib. V., cum interpretatione latina, comment. et indice rerum… studio et opera Conradi Rittershusii, Lugduni Bat., 1597;
- Poetae graeci veteres carmina heroici scriptores qui exstant omnes, apposita est e regione latina interpretatio… cura et recensione Iac. Lectii, Aureliae Allobrog., 1606;
- Oppiani poetae Cilicis De venatione libri IV et De piscatione libri V. cum paraphrasi graeca librorum de aucupio, graece et latine, curavit Joh. Gottlob Schneider, 1776;
- F. S. Lehrs (1846);
- U. C. Bussemaker (Scholia, 1849);
- (Cynegetica) P. Boudreaux (1908).

Переводы:
- Отрывки в рус. пер. М. Е. Грабарь-Пассек: Памятники поздней античной поэзии и прозы. / Отв. ред. М. Е. Грабарь-Пассек. М.: Наука, 1964. С. 34-39.
- В «Loeb classical library» поэмы изданы под № 219 вместе с Трифиодором и Коллуфом в пер. Майра (см. онлайн).
- Calvo Delcán, Carmen (tr.). Opiano, De la caza, De la pesca. Anónimo, Lapidario órfico. Traducción, introducción y notas. Madrid: Gredos, 1990 (Biblioteca clásica Gredos 134). 415 pp.